# Lodovico Scapinelli

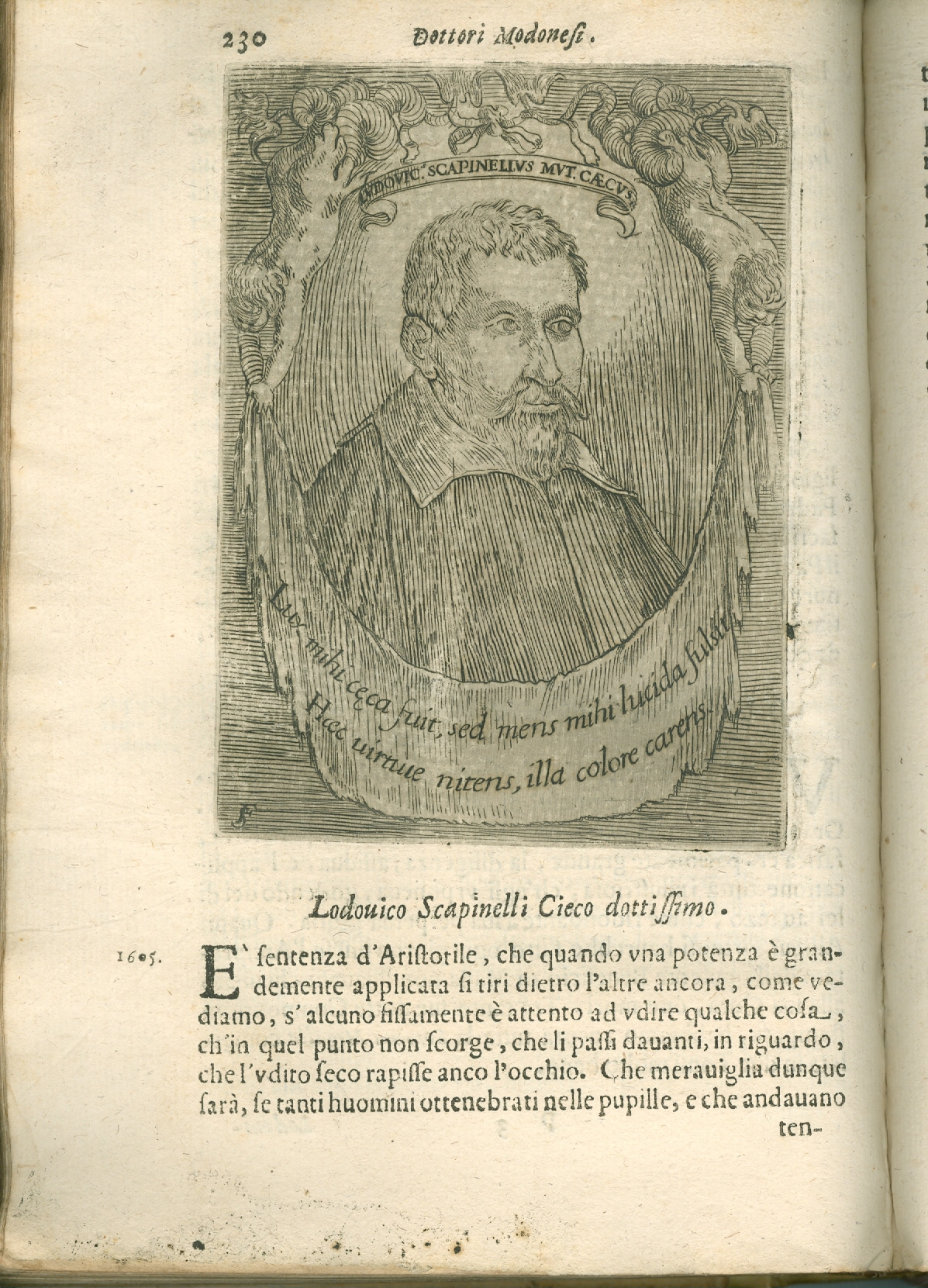
Lodovico Scapinelli

Lodovico Scapinelli (* 1585 in Modena; † 3. Januar 1634 ebenda) war ein italienischer Humanist, Philologe, Schriftsteller, Dichter und Universalgelehrter.

## Leben
Von Geburt an blind, erhielt er dennoch eine solide Ausbildung und aufgrund seines Talents die Ernennung zum Professor für Rhetorik an der Universität Bologna, wo er gerade seinen Doktortitel erhalten hatte (1609). Er blieb hier bis zum Jahr 1617, als er nach Modena zurückkehrte und hier provisorisch bis 1621 als Professor der schönen Wissenschaften fungierte. An die Universität Pisa berufen, wirkte er dort, bis er aus gesundheitlichen Gründen die Stadt verlassen musste. 1628 wurde er von der Universität Bologna zum ersten Professor der Rhetorik ernannt, eine Position, die er als das Ziel seiner Laufbahn betrachtete und die vor ihm schon Carlo Sigonio erreicht hatte. In Bologna wurde er Mitglied der Accademia degli indefessi. Kurz nach Antritt seiner Professur verstarb er in Modena am 3. Januar 1634 an einem Fieber.

## Werke
Seine Werke wurden zum ersten Male unter dem Titel: Opere del dottore Lodovico Scapinelli („Werke des Doktor Ludovico Scapinelli“) in Parma 1801 in einer zweibändigen Ausgabe veröffentlicht. Enthalten sind seine italienischen und lateinischen Gedichte, einige Stücke in Prosa und 15 Abhandlungen über Titus Livius, mit einer Aufsatz und einem Vorwort über diesen Autor. In den ersten 6 kommentiert Scapinelli die Einleitung des Livius in die römische Geschichte und analysiert die beiden Kapitel durch die folgenden Essays. Er hat versucht, die nötigen Aufhellungen zur Aufklärung über alle auf den Ursprung, die Religion, die Sitten, Gebräuche und die Militärgeschichte der ersten Römer zu einem einzigen Gegenstande zu vereinigen. Sein Werk kann für einen vollständigen Kommentar über diesen Teil der römischen Geschichte des Livius angesehen werden.
- Opere del dottore Lodovico Scapinelli. Band 1. Reale Tipografia, Parma 1801 (italienisch, google.it).
- Opere del dottore Lodovico Scapinelli. Band 2. Reale Tipografia, Parma 1801 (italienisch, google.it).

## Archivalien
Schriften von Lodovico Scapinelli befinden sich im Staatsarchiv von Reggio Emilia.